# DNA 복제
DNA 복제(DNA replication)는 원본 DNA를 가지고 새로운 두개의 DNA로 만드는 과정이며, DNA 중합효소 복합체가 역할을 수행한다. 세포분열하는 과정에서 1회 일어나며, 복제과정에서 실수를 줄이기 위해 복잡한 실수 보정장치를 가지고 있다. DNA 복제를 담당하는 DNA 중합효소는 10만 번에 한번 꼴로 염기쌍 결함에 오류를 범하는데, 교정기능에 의하여 다시 한번 오류가 일어날 확률이 10만 분의 1로 줄어들게 된다. 따라서 10-5 x 10-5 = 10-10(100억분의 1)의 확률로 복제의 오류가 발생한다.
분자생물학 관점에서 DNA 복제는 하나의 DNA 분자에서 똑같은 두 분자의 DNA를 생산해내는 과정이다. 모든 생명체에서 일어나며, 생물학적 유전의 기초이기도 하다. DNA는 서로 상호보완적인 두개의 가닥으로 이루어진 이중 나선 구조다. 복제시, 두 DNA 가닥은 서로 분리된다. 각 분리된 가닥은 반보존적 복제라 일컫는 과정의 뼈대가 된다. 복제를 확실히, 정확하게 하기 위해 일련의 자가 진단 메커니즘도 존재한다.

## 복제 순서

DNA 복제 모식도

1. 헬리 케이스(Helicase) 효소에 의해 DNA의 이중나선 사이의 수소결합이 끊기며 각 가닥이 따로 풀린다. 풀린 DNA는 Y자모양의 복제분기점(Replication fork)을 형성한다.[1]- 각 가닥은 상보적인 결합이 가능하므로, 새로운 DNA 분자의 바탕이 될 수 있다.
2. DNA 중합효소가 상보적으로 결합할 수 있는 여러 뉴클레오타이드 사이에 수소결합을 만들어 새로운 나선구조를 만든다.
3. DNA 중합효소 복합체가 인식할 수 있는 특정 부위가 DNA 위에 존재하므로, DNA 복제는 복제 원점(origins of replication)에서 시작한다. 복제 도중 DNA 나선이 꼬이는 것을 막기 위해 DNA 토포이소머라아제(topoisomerases)가 DNA나선을 해체, 재조합하여 꼬임을 풀어주는 역할을 한다. DNA 중합효소가 새로운 DNA를 만들 때, 5'에서 3' 방향으로만 만들 수 있다. DNA의 이중나선은 원래 서로 반대방향으로 결합되므로, 새로운 뉴클레오타이드를 붙이는 방향은 원래 DNA의 3' 방향에서부터가 된다. DNA 중합효소는 한 가닥의 DNA에 붙을 수 없고 이중나선 아래에만 붙을 수 있으므로, RNA primase 효소가 RNA 프라이머(RNA primer)를 DNA에 붙여 놓는다. 그러면 DNA 중합효소가 그 밑으로 뉴클레오타이드를 줄줄이 붙여나간다. RNA 프라이머는 나중에 DNA 폴리머라아제에 의해 DNA로 대체된다.[1]
4. 복제 과정에서 DNA의 한쪽 가닥은 연속적으로 합성되나(leading strand, 선도가닥) 반대쪽 가닥은 일정한 간격을 두고 이어서 합성된다(lagging strand, 지연가닥). 이는 DNA 중합효소가 당의 5'-3'방향으로만 당-인산 결합을 만들 수 있기 때문이다. lagging strand에서 새로 만들어진 DNA의 끊어진 조각들을 오카자키 절편(Okazaki fragments)라 한다. DNA 리가아제(DNA ligase)라는 효소가 끊어진 조각들을 서로 결합시키는 역할을 한다.[1]
5. 새로 만들어진 DNA의 염기쌍끼리 수소 결합이 형성되어 DNA 복제가 마무리된다.

## 특이 사항
- DNA 복제가 일어나면서 끝부분이 조금씩 손실된다. 그 이유는 마지막 RNA 프라이머에 DNA가 달라붙은 이후 RNA 프라이머를 제거하게 되면, 그 자리에 DNA가 붙는 데 필요한 3`–OH기가 없기 때문이다. 이러한 유전적 손실을 해결하기 위해 텔로미어가 DNA 뒤에 붙어서 세포의 수명을 늘린다.

## 같이 보기
- 자기생산
- 세포
- 세포 분열
- 유전자
- 유전자 발현
- 후성유전학
- 유전체 (생명과학)
- 하치모지 DNA
- 생명
- 레플리케이션
- 자기 복제